# 日渡騰輝
日渡 騰輝（ひわたり とうき、2004年9月20日 - ）は、茨城県龍ケ崎市出身のプロ野球選手（捕手・育成選手）。右投左打。中日ドラゴンズ所属。

## 経歴

### プロ入り前
龍ケ崎市立城ノ内小学校で4年生の時に龍ヶ岡ヤンキースで野球を始める。龍ケ崎市立城ノ内中学校在学時は硬式野球のクラブチームである取手ヤングでプレーしていた。
霞ヶ浦高等学校に進学し、1年秋から正捕手を務める。2年秋からは4番、主将を務めた。甲子園大会出場はなく、3年夏は茨城大会準決勝で土浦日大に敗れた。同学年に赤羽蓮、1学年下に木村優人がいた。プロ志望届を提出したが、2022年のドラフト会議での指名はなかった。
大学進学の選択肢もあったが、「1年でも早くプロで勝負して、ダメなら、あきらめて違う道も考えたい」という意向から、ベースボール・チャレンジ・リーグの茨城アストロプラネッツに入団した。

### BCL・茨城時代
2023年は、63試合に出場して打率.238、2本塁打、23打点を記録した。
同年10月26日に開催されたドラフト会議にて、中日ドラゴンズから育成1位で指名され、11月28日に支度金300万円、年俸300万円で仮契約を結んだ（金額は推定）。背番号は215。

### 中日時代
2024年はウエスタン・リーグで16試合に出場。打率.200、2打点という成績だった。

## 選手としての特徴・人物
二塁への送球で1.85秒を記録した強肩の持ち主。
水戸納豆が好物であり、朝から元気になれるという理由で、毎朝必ず摂るようにしている。

## 家族
3人兄弟の次男で、全員が野球選手。1歳下の弟・卿太は茨城県立江戸崎総合高等学校でエースを務め、3年夏の茨城大会では騰輝の母校である霞ヶ浦高等学校と対戦し、敗れた。

## 詳細情報

### 独立リーグでの打撃成績
| 年 度     | 球 団     | 試 合 | 打 席 | 打 数 | 得 点 | 安 打 | 二 塁 打 | 三 塁 打 | 本 塁 打 | 塁 打 | 打 点 | 盗 塁 | 盗 塁 死 | 犠 打 | 犠 飛 | 四 球 | 敬 遠 | 死 球 | 三 振 | 併 殺 打 | 打 率 | 出 塁 率 | 長 打 率 | O P S |
| --------- | --------- | ----- | ----- | ----- | ----- | ----- | -------- | -------- | -------- | ----- | ----- | ----- | -------- | ----- | ----- | ----- | ----- | ----- | ----- | -------- | ----- | -------- | -------- | ----- |
| 2023      | 茨城      | 63    | 247   | 235   | 15    | 56    | 4        | 0        | 2        | 66    | 23    | 0     | 2        | 1     | 0     | 10    | -     | 1     | 40    | 8        | .238  | .272     | .281     | .553  |
| 通算：1年 | 通算：1年 | 63    | 247   | 235   | 15    | 56    | 4        | 0        | 2        | 66    | 23    | 0     | 2        | 1     | 0     | 10    | -     | 1     | 40    | 8        | .238  | .272     | .281     | .553  |

### 背番号
- 32（2023年）
- 215（2024年[10] - ）